# Голуб Олена Євгенівна
Олена Євгенівна Голуб (нар. 25 грудня 1951, Київ) — українська художниця сучасного мистецтва, працює в галузі комп'ютерного, або ж медіа-мистецтва, фотомонтажу; живописець і мистецтвознавець, член Національної спілки художників України (з 2003), представниця Нової хвилі. Авторка понад 100 публікацій з питань сучасного мистецтва, книги «Свято непокори та будні андеграунду» та ін..
Кураторка і учасниця мистецьких проектів, національних і міжнародних. Роботи демонструвалися у таких країнах: Німеччина, Нідерланди, Бельгія, Південна Корея, Польща, Австрія, Угорщина та інших. Різноманітні за технікою виконання, її твори об'єднані пошуком сенсу існування у складних лабіринтах урбаністичної цивілізації.. Твори зберігаються у Музеї шістдесятництва, Національному музеї Тараса Шевченка, Національному художньому музеї України, Музеї Марії Заньковецької, цифровій колекції Бібліотеки Принстонського Університету США,  приватних колекціях та галереях в Україні й за кордоном.

## Життєпис

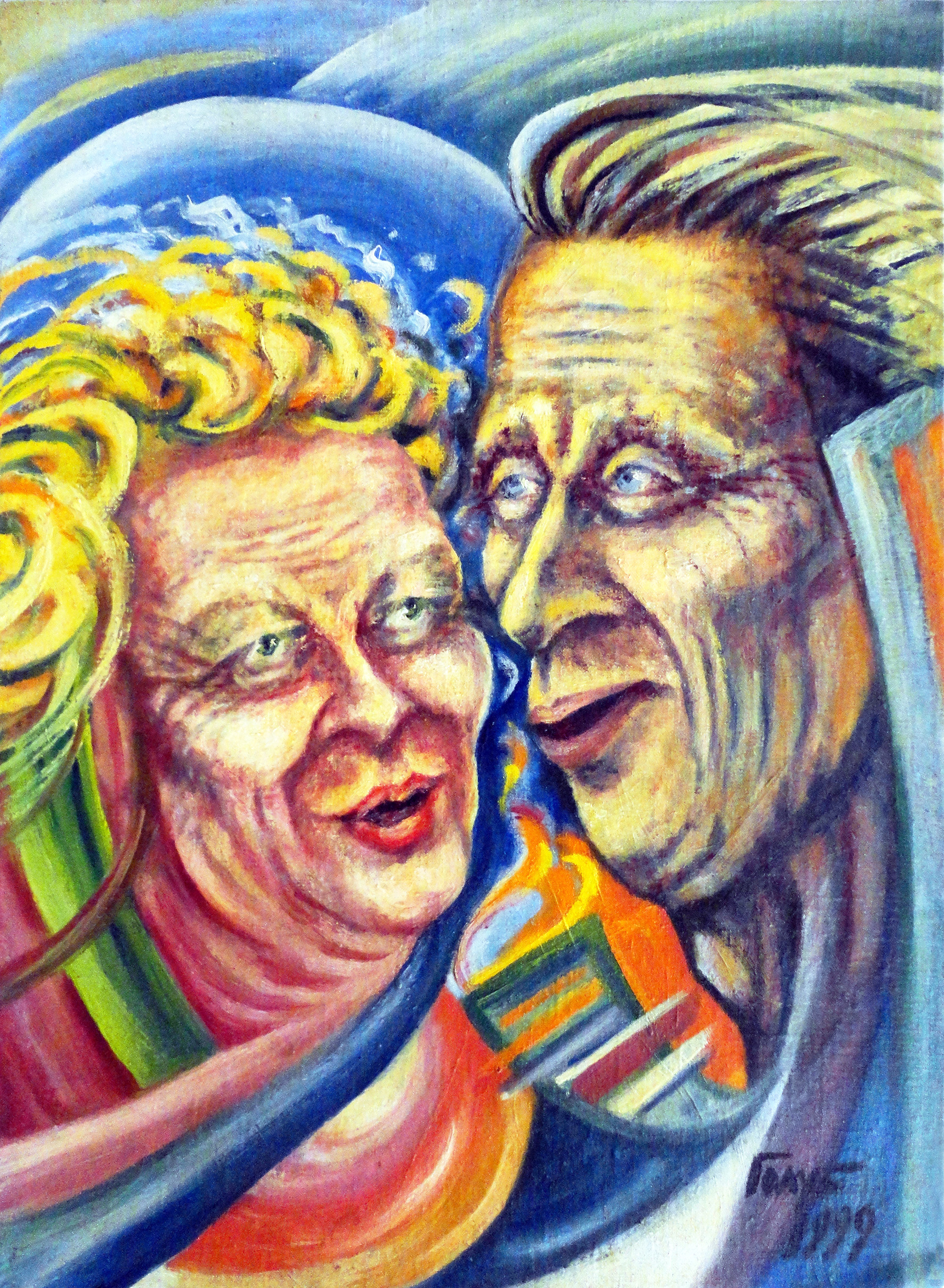
Олена Голуб. Пісня батьків. П.,о.,60х40,1999

Олена Голуб народилася 25 грудня 1951 року в Києві в інтелігентній сім'ї. Її батьки деякий час виступали на сцені як співаки, потім батько, Голуб Євген Тимофійович, став журналістом по закінченні КДУ, мати — Морозова Зінаїда Петрівна, яка навчалась на вокальному відділенні Київської консерваторії, почала працювати у МОЗ, де згодом керувала відділом.
Олена навчалася спочатку в 51, потім у 163 середній школі Києва, відвідувала юнацький клуб «Біон» при Київському палаці піонерів. Його керівник письменник Анатолій Давидов проводив дискусії з природознавства і запрошував цікавих гостей. Серед них були академік Микола Амосов, фантаст Олесь Бердник та інші, які мали велике значення для становлення юної особистості.
Згодом Олена закінчила Київський Національний університет ім. Шевченка у 1974 р., факультет біофізики. Дипломну роботу виконала в Інституті кібернетики в Лабораторії математичних методів дослідження у біології під керівництвом Ю. Антомонова, філософські погляди якого вплинули на світогляд художниці. У своєму мисленні й творчості О.Голуб тяжіє до структуралізму і концептуалізму. Деякий час працювала інженером і водночас писала картини, вдосконалюючись як художниця. Брала приватні уроки малювання у відомих художників.  Окрім того, відвідувала вільнослухачем викладання живопису в Українській академії друкарства, викладач Ф.Глущук, і НАОМА, викладач І.Биченкова(1981-82). Закінчила Інститут журналістської майстерності СЖУ у 1986, факультет художників преси, викладач В. Кузьменко.
Працювала у журналах «Барвінок» (1984—1987), водночас співробітничала із журналом «Однокласник», потім ілюстратором журналу «Радуга» (1987—1988), редактором у видавництві «Веселка»(1988—1993), оглядачем тижневика «Дзеркало тижня» (1999—2002). Її чоловік Яковенко Петро Георгійович — культуролог.
Діти: донька Голуб Ганна Леонідівна (н. 1974, від шлюбу з Л. Нефедьєвим) — фотограф; син Яковенко Андрій Петрович (н. 1985) — дизайнер, майстер спорту міжнародного класу з судномодельного спорту.
Постійно мешкає в Києві.
З 2022 року, в статусі біженця, тимчасово мешкає у Каліфорнії, США.

## Творчість

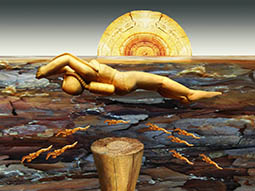
О.Голуб. Схід дерев'яного сонця-5.2010. Фотоінсталяція

Свій творчий шлях розпочала з опозиційного до соцреалізму неофіційного мистецтва — андеграунду, коли у 1970-х роках писала картини у стилі неоекспресіонізму. Навчаючись приватно у професійних художників (В. Забашти, В. Барського, Д. Заруби, С. Каплана), обирала свій власний шлях у мистецтві. Тоді в Києві авангардна молодь гуртувалась в об'єднанні «Рух», де збиралися літератори, вчені, митці й обговорювали чимало цікавого: новітні течії, «самвидав» тощо. У 1977 організатори «Руху» (Ю. Косін, М. Недзельський і С. Федоринчик) влаштували авангардну виставку, де про себе заявили митці-неформали: Микола Трегуб, Вудон Баклицький, Микола Залевський, Олександр Костецький, Олена Голуб, Володимир Богуславський, Михайло Жуков та інші. Роботи художниці, звернені до внутрішнього світу сучасника, були написані динамічно, із своєрідною деформацією форм та активним використанням чистих кольорів («Портрет інженера», «Розмова на кухні», «Портрет Белли Ахмадуліної» (які зберігаються у НХМУ), «Портрет Богдана Жолдака», «Портрет однокласника Олександра Наумова» та ін.) Спогади про часи андеграунду та видатних художників Трегуба і Баклицького були опубліковані у її книзі «Свято непокори та будні андеграунду».
У пошуках власного творчого шляху О.Голуб почала мистецтвлознавчі дослідження, збираючи інформацію про новітні напрямки у світовому мистецтві з перекладів іноземних публікацій (відсутню в радянській літературі). Надрукувати зібраний об'єктивний матеріал авторам колективної монографії (аналіз кіно, рок-музики й візуального мистецтва) довелося під запропонованою видавництвом «Мистецтво» назвою «Буржуазна масова культура: нові часи, старі проблеми». Книга, надрукована тиражем 12000 примірників, виявилася корисною для розвитку актуальних практик митців Нової української хвилі.

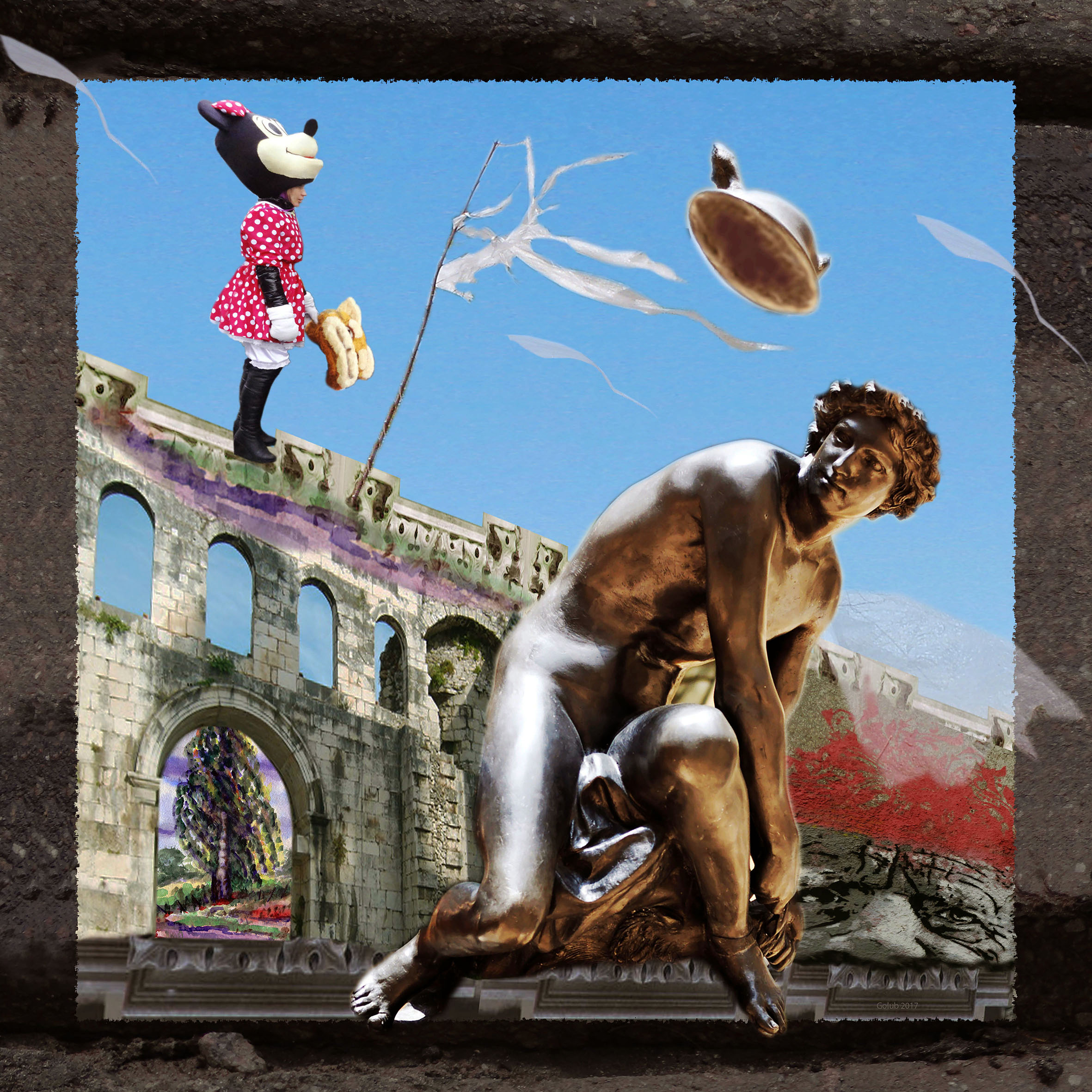
О.Голуб. З серії: Вітер -1. Цифровий друк. 2017

Другий сплеск підйому у творчості художниці припав на кінець XX — початок XX століття, пов'язаний з пожвавленням громадської й культурної активності на початку становлення незалежності України. Олена Голуб була учасницею об'єднання неформальних художників  Біла ворона (1988—1989), до складу якого входила група «39.2°» (Юрій Вакуленко, Володимир Архипов, Костянтин Самойленко, Олександр Кузнецов, Рафаель Левчин), Анатоль Степаненко, Василь і Тамара Гайчуки, Віра Вайсберг, Валентин Поліщук, Валерій Гурський та ін. Ця група авангардних митців влаштувала велику неофіційну виставку в київському кінотеатрі «Зоряний», потім представляла нове українське мистецтво за кордоном.
Її картини своєрідно синтезували абстрактний експресіонізм і народний примітивізм. У таких картинах як «Тітка», «Рибалка», «Чупа-чупс, або ілюзія рівності», «Супергерой» відчувається соціально-критичний мотив з характерними для українців нотками гумору.
Ці роботи брали участь у проектах Міжнародного арт фестивалю у Магдебурзі (Німеччина)(2000—2003) і персональній виставці у 2004 — «Тріумф жовтого зайця», яку організувала директор галереї «Університет», О.Прахова.

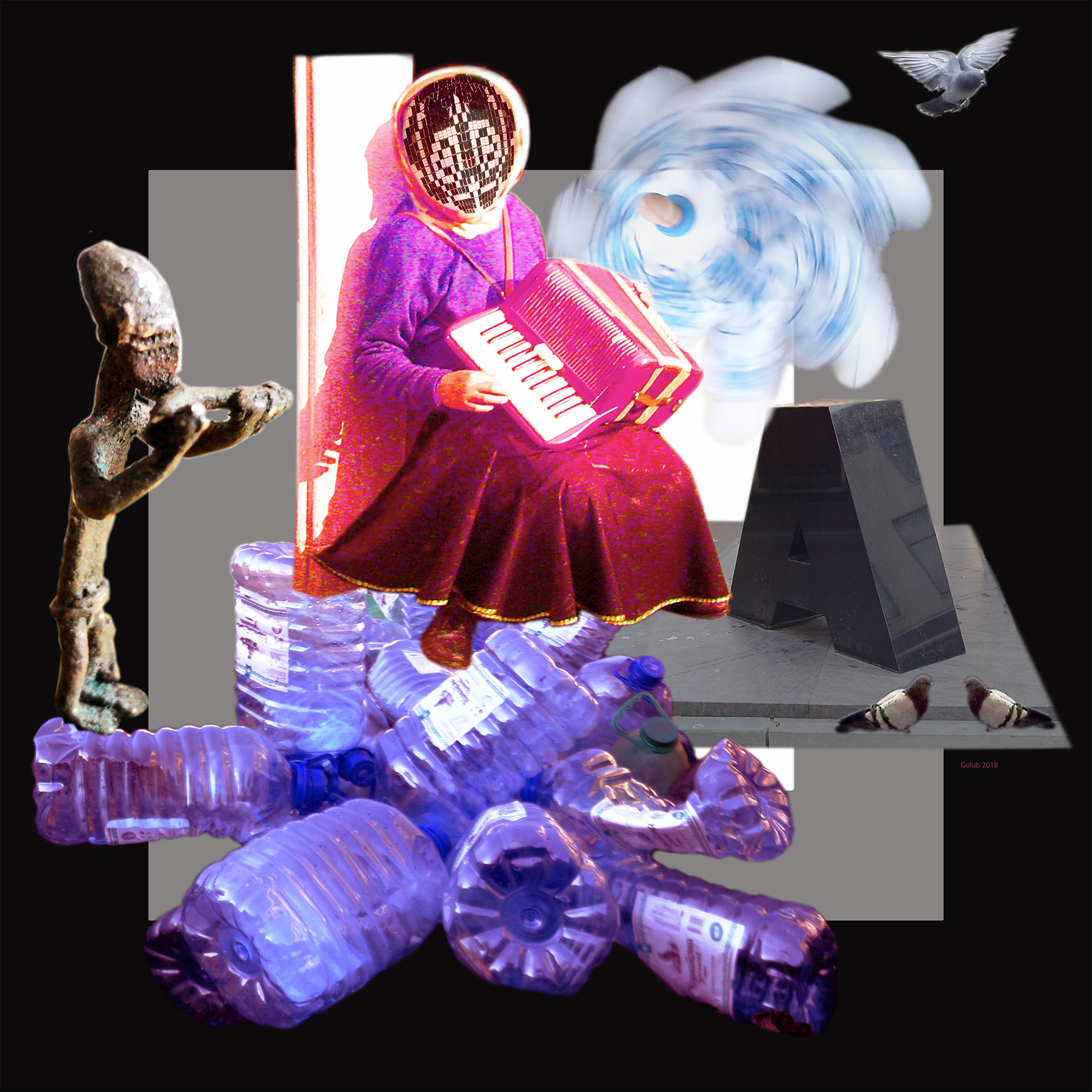
О.Голуб. З серії: Бронзовий вік, асфальтовий період № 10_2018. Цифровий друк

З 2003 року Олена почала створювати цифрові фотоінсталяції за допомогою комп'ютерних технологій (технічно це синтез дизайну і колажу, або ж фотомонтажу). От як характеризує творчість художниці Заслужений діяч культури Ніна Саєнко:

«Звернувшись до сучасних комп'ютерних технологій, художниця, як завжди, гостро відчула пульс і ритм часу. В зіставленні та порівнянні різних історичних фотоматеріалів вона вирішує філософські проблеми буття. У новій серії — трансформація родинних традицій і зв'язок поколінь („Здрастуй, прадідусю!“ та „Здрастуй, прабабусю!“), глобальна перебудова свідомості на матеріалі переосмислення тоталітарного минулого („Так і Ні“, „Тоталітарна балада“, „Адресат невідомий“)… Сьогодні Олена Голуб на новому витку творчого розкрилення. Так і хочеться перевтілитись у створений нею живописний персонаж, стати „Жовтим зайцем“, щоб у час усепоглинаючої глобалізації з її широкомасштабною експансією засобів масової комунікації піднятися, як він, над усім, що нас оточує, й наповнитись відчуттям свободи й незалежності.».
У візуальній творчості О.Голуб постійно знаходить різні ракурси експресивно-гротескових форм виразності, парадоксальні співставлення об'єктів у композиціях, які являють собою своєрідні ментальні конструкції. Проєкт «Цифрове подвір'я № 3»(2008) (куратори Ю. Круліковський і О. Голуб) демонстрував цифрові твори групи «Г. В. Х.» (тобто — Голуб, Вишеславського, Харченка), виставлявся в Києві й Амстердамі.
От як висловлюється про творчість О.Голуб її колега Оксана Чепелик:

«Урбаністична цивілізація з її надбаннями й протиріччями завжди в колі уваги художниці у численних варіантах різних серій. Взаємовідносини між локальними традиціями та колективною пам'яттю, між культурними розбіжностями, між центром міста та околицями — це лише деякі з найважливіших тем, які розробляє мисткиня в актуальному мистецтві сьогодні…»
Актуальні події сучасності художниця відтворює у творах, які поєднують цифрові й традиційні прийоми, документуючи візуальні артефакти методом концептуальних нарацій.
Разом з українськими діячами культури художниця підтримала Революцію гідності, створивши серії цифрових робіт, які демонструвала на виставках у різних країнах світу.
Олена неодноразово брала участь у міжнародних медіа-виставках «Матрікс» УАЕМ. У 2019 році на запрошення президента асоціації Агнес Хааш вона влаштувала персональну виставку (куратори Ружина Шпіцер і Денеш Ружа) в галереї УАЕМ в Будапешті.
Угорський мистецтвознавець Патакі Габор, аналізуючи її твори, зазначив: 

«Вона називає свій метод „наративним конструктивізмом“, у якому можна побачити втілення ідей відкривачів фотомонтажу Родченко, Клуціса й Лисицького. Але в той час, як попередники конструювали свої твори, вірячи у світ, який скоро стане кращим і справедливішим, Голуб може лише визнати всі ці ідеї невдалими.»

З 2022 року, початком повномасштабної Російсько-української війни художниця засуджує рашизм, висловлює свою громадянську позицію серією антивоєнних робіт, з якими бере участь у виставках в Україні, Угорщині, Болгарії, Франції, виступає з публіцистикою.
У 2023 році брала участь у виставці «Слава Україні. Українське мистецтво під час війни», Везель Німеччина.
У 2024 добірку творів включено до цифрової колекції  Бібліотеки Принстонського Університету «Українське мистецтво  під час війни:2014-»,  художники: Петро Бевза, Олександр Дремов, Дмитро Ерліх, Олена Голуб, Олег Харч, Ольга Харченко, Євген Коршунов, Юрій Кутафін, Володимир Падун, Людмила Падун-Роздобудько, Едвард Потапенков,  Марина Шкарупа.

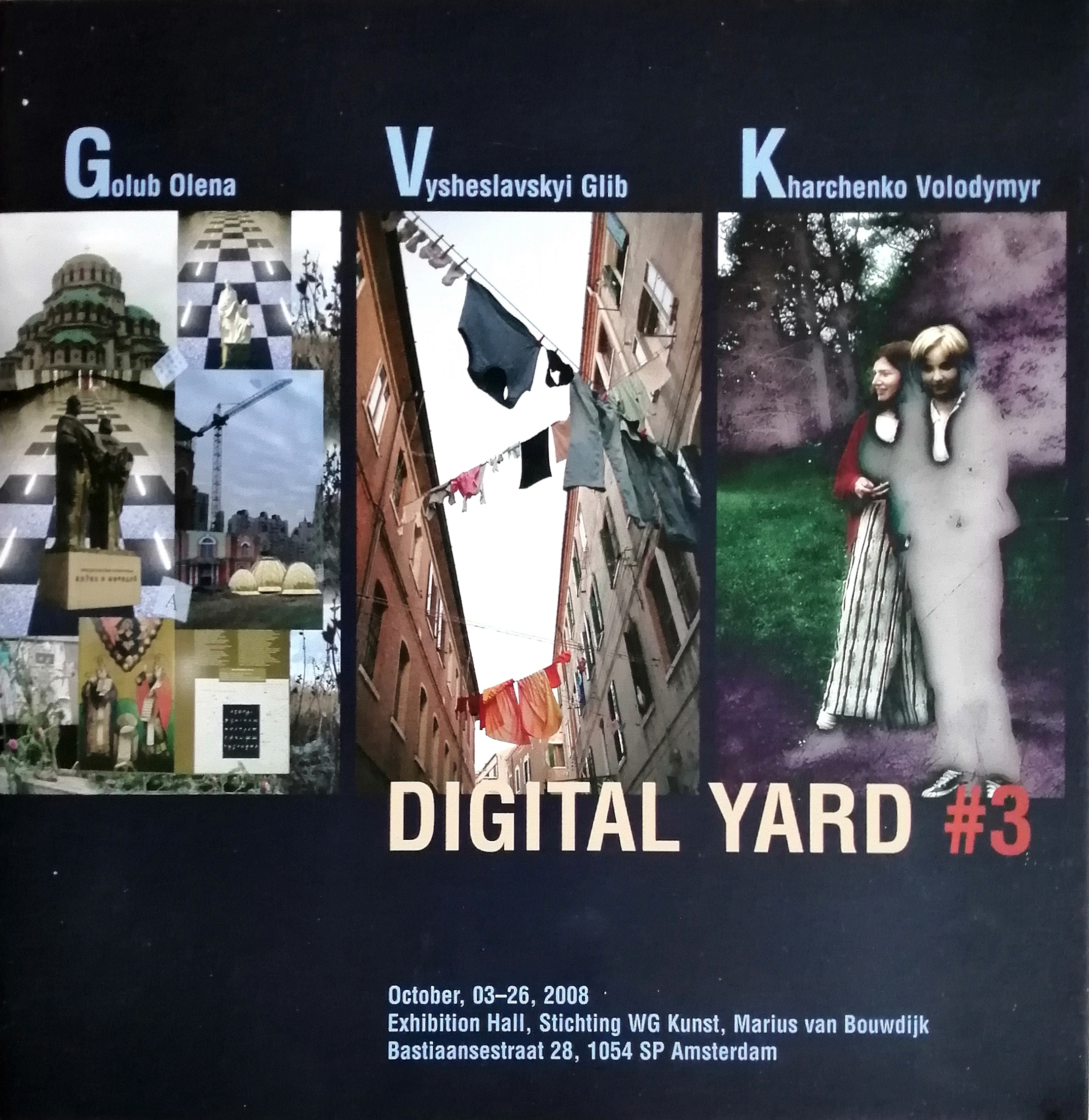
«Digital yard № 3». Каталог 2008. Фонд сприяння розвитку мистецтв

### Участь у виставках
- 2025 — Міжнародний арт-ярмарок TRYST, Торранс Арт Музей, округ  Лос-Анджелеса ,  США,  у проєкті «Wartime-Lifetime» групи Open O’pen$ (О.Харч,   О. Голуб ,  А. Будник,   Г. Вишеславський, В. Харченко, Рене ван Кемпен)[22].
- 2024 — Міжнародний арт-ярмарок TRYST, Торранс Арт Музей, округ Лос-Анджелеса, США[23].
- 2024 —виставка Passion/Пристрасть, 2 місце у конкурсі, у Сан-Фернандо  Мистецькому і культурному центрі, Південна Каліфорнія (SFVACC/SCORE)  https://sfvacc.org/passion-2024
- 2023 —"Рік незламності". Виставка колажів, плакатів, ілюстрацій. Київ, Будинок художника
- 2023 —"За межами", Болгарія.[24].
- 2022 —"Ідентичність. Аспекти сучасної фотографії в Україні", Аполлонія, Страсбург, Франція.[25].
- 2020 —міжнародна виставка МИСТЕЦТВО В ЧАСИ ПОШЕСТІ,Польща [Архівовано 20 січня 2021 у Wayback Machine.]
- 2018 — «Time spasm» 13 Міжнародна виставка цифрового мистецтва, Оттава, Канада.  [Архівовано 27 листопада 2018 у Wayback Machine.]
- 2017 — «Matrices 2017» — бієнале електрографіки, Будапешт, Угорщина. Нагорода «Matrices 2017», каталог, ст.50,71  [Архівовано 11 січня 2019 у Wayback Machine.]
- 2017 — Мистецтво Революції Гідності, Музей України, Нью-Йорк.
- 2017 — «Метаграфічні імпресії», Олена Голуб і Володимир Харченко, галерея «Дім Миколи», Київ.
- 2015 — Digital Agora — 1 Міжнародне Цифрове Трієнале, Szekszard, Угорщина.
- 2015 — 10 Міжнародна виставка цифрового мистецтва, Оттава, Канада. [Архівовано 6 березня 2016 у Wayback Machine.]
- 2015 —Революція гідності: образи Майдану,2013-2014, Wilson Center Washington, D.C., USA. [Архівовано 9 квітня 2015 у Wayback Machine.]
- 2015 — «Правдиві свідчення», Національний музей історії України,  [Архівовано 7 березня 2016 у Wayback Machine.]
- 2014 —"Вторгнення" — персональний проект фотоінсталяцій, галерея «Майстерня», Будинок художника, Київ
- 2014 — 9 Міжнародна виставка цифрового мистецтва, Оттава, Канада. [Архівовано 6 березня 2016 у Wayback Machine.]
- 2013 — Міжнародне принт тріенале Краков-Фалун, Музей Даларнас, Фалун, Швеція, каталог ст. 150. [Архівовано 7 березня 2016 у Wayback Machine.]
- 2013 — «A Glimpse of the Future» — 8 Міжнародна виставка цифрових міні принтів 2013, Оттава, Канада.
- 2013 — «In.print.out» — Міжнародне принт тріенале,  Віденська Академія мистецтв, Відень, Австрія, каталог ст.83.
- 2013 — Splitgraphic biennial, Міжнародне бієнале графіки, Спліт, Хорватія.
- 2012 — «Matrices 2012» — Міжнародне бієнале електрографіки, Будапешт, Угорщина, каталог ст.51.
- 2012 — «Портрет художника очима художника» — галерея «Триптих», Київ
- 2011 — 10 років Інституту проблем сучасного мистецтва, Київ
- 2010 — Аукціон «Українська альтернатива», каталог ст.51.
- 2010 — «Matrices 2010»- бієнале електрографіки, Будапешт, Угорщина, каталог ст.23, 53.
- 2010, 2005 — фотовиставка «Special themes circuit», Лінц, Австрія.
- 2009 — Національний Музей Літератури України, Київ
- 2008 — "DIGITAL YARD № 3/ ЦИФРОВЕ ПОДВІР'Я № 3 " — учасник і співкуратор виставки артгрупи «Г. В. Х.», WG Kunst Gallery, Амстердам, Нідерланди, 2008, каталог ст. 1-9.
- 2008, 2007 — «Гогольфест» — Міжнародний арт фестиваль, Мистецький Арсенал, Київ.
- 2007 — «GIAF 2007» — Гайонгнамський Інтернаціональний Арт Фестиваль, Масан, Корея, принти, каталог ст.112
- 2007- «Matrices 2007» — бієнале електрографіки, Duna, MMG gallery, Будапешт, Угорщина, принти, каталог ст.18, 55, 64.
- 2007 — Міжнародне Принт Тріенале «Eurografik», Катовіце, Польща.
- 2007 — Міжнародна виставка плакату, Музей плакату, Лахті, Фінляндія.
- 2006—2005 — «У просторі Дюбюффе» — виставка фотоінсталяцій спільно з Н.Монталбетті. Французький культурний центр в Україні (Київ, Одеса, Дніпропетровськ, Донецьк)
- 2005 — «Birdinvest project», куратор і учасник Української частини Міжнародного проекту, Борглун, Бельгія, каталог ст. 42.
- 2005 — «Світ і війна», галерея Києво-Могилянської Академії, Міжнародне фотобієнале «Другий Місяць фотографії у Києві», каталог ст. 95-96.[26]
- 2005, 1985,1983 — Міжнародне бієнале гумора і сатири у мистецтві, Габрово, Болгарія, каталог 2005, ст.125.
- 2004 — «Тріумф жовтого зайця», персональна виставка творів, куратор Олександра Прахова, галерея «Університет» Київського Національного університету ім. Т. Шевченка, Київ.
- 2003 — Міжнародне Принт Тріенале «Eurografik», Краків, Польща, каталог ст.50
- 2003, 2001, 2000 — І, ІІ і III Міжнародний артфестиваль, Магдебург, Німеччина, каталоги: І — «Люди і звірі», С. 29; ІІ — «За межею буденного», С.46,130; III — «Сигнали неточного часу», С.123.
- 2002 — «Короткі історії» — учасник і куратор проекту, Український дім, Київ.
- 2001 — «Люди і звірі» (спільно з Г. Столбченко, О. Комісаренко, Л. Пішою), Український дім, Київ.
- 1978, 1977 — виставки андеграундного творчого об'єднання «Рух», Київ.

## Теоретичні спрямування
Як мистецтвознавець Олена Голуб досліджує декілька напрямків.
- Альтернативна творчість у широкому розумінні і, зокрема, андеграунд.[27][28][29][30][31]
- Творчість на основі новітніх, цифрових, технологій.[32][33]
- Осмислення ролі художника у сучасному світі.[34][35][36][37][38][39][40][41][42][43][44]

- Закономірності арт-ринку і свобода самовиявлення художника.[45][46]
- Взаємодія Українського і Західного мистецтва.[47][48][49][50][51][52]

## Нагороди
- Лауреат міжнародної виставки Passion/Пристрасть, 2 місце у конкурсі, у Сан-Фернандо Мистецькому і культурному центрі, Південна Каліфорнія (SFVACC/SCORE) 2024.[53]
- Лауреат премії КОНСХУ імені Платона Білецького 2021 року.[54]
- Нагорода Voix Visuelle, III місце в конкурсі за роботу «Ключі», Оттава, Канада, 2020[55]
- Нагорода Міжнародного бієнале електрографіки «Matrices 2012», Будапешт, Угорщина[56]
- Нагорода Міжнародного бієнале електрографіки «Matrices 2017», Будапешт, Угорщина[57]

## Монографії
- Олена Голуб. Свято непокори та будні андеграунду. Київ, Видавничий Дім «Антиквар», 2017, ISBN 978-617-7285-11-2. Електронна копія книги. О. Голуб. Свято непокори та будні андеграунду. НБУ ім. Ярослава Мудрого [Архівовано 20 квітня 2021 у Wayback Machine.]
- (рос.) Н. Мусіенко, П. Яковенко, О. Голуб . // Буржуазна масова культура: нові часи, старі проблеми., [О. Голуб. Образотворче мистецтво в рамках «масової» культури. — ст. 165—198]. —К.: Мистецтво, 1988. ISBN 5-7715-0037-2